# Fort Nelson (Colúmbia Britânica)
Fort Nelson é uma comunidade no nordeste da Colúmbia Britânica no Canadá. A comunidade encontra-se a leste das montanhas rochosas do norte, na região do rio Peace ao longo da estrada Alaska Highway na milha 300. Fort Nelson possui uma população de 3.900 habitantes. A maior parte da atividade econômica de Fort Nelson tem sido historicamente concentrada nas indústrias de energia e turismo, e até recentemente, a silvicultura. As florestas que cercam Fort Nelson são parte do bioma de florestas boreais do Canadá. A comunidade de Fort Nelson está na borda sudoeste do campo de petróleo e gás da Grande Serra.